# 29 Рака
29 Рака (лат. 29 Cancri) — звезда, которая находится в созвездии Рака. Удалена от Земли на расстоянии примерно 307,5 светового года и имеет видимую звёздную величину +5.94, то есть может быть видна невооружённым глазом при идеальных условиях (при отсутствии светового загрязнения, Луны на небе, облаков и ветра, а также при низкой влажности). Это белый карлик спектрального класса A главной последовательности.

## Характеристики
29 Рака имеет массу 2,6 Солнца, радиус больше солнечного в 2,5 раза. Светимость звезды превышают солнечную почти в 32 раза, температура поверхности составляет около 8600 градусов по Кельвину. Удаляется от Солнечной системы медленно, со скоростью 2 км/с.